# هویتسویل (یوتا)
هویتسویل (به انگلیسی: Hoytsville) یک منطقهٔ مسکونی در ایالات متحده آمریکا است که در شهرستان سامیت، یوتا واقع شده‌است. هویتسویل ۶۰۷ نفر جمعیت دارد و ۱٬۷۶۲٫۹۸ متر بالاتر از سطح دریا واقع شده‌است.